# Thomas Langmann

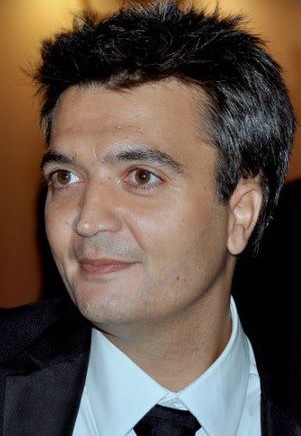
Thomas Langmann (César 2012)

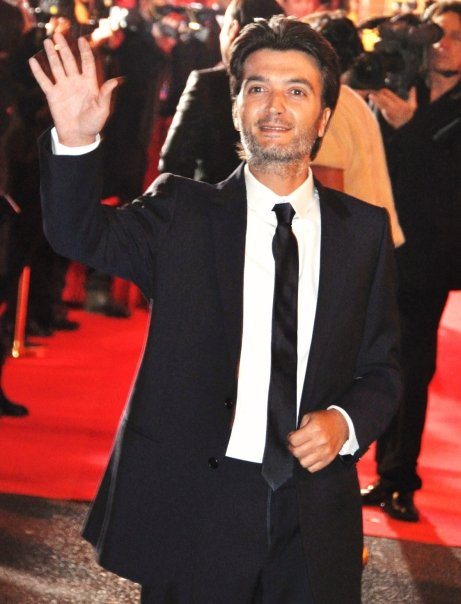
Thomas Langmann (César 2009)

Thomas Langmann (* 24. Mai 1971 in Paris) ist ein französischer Regisseur, Drehbuchautor, Produzent, Regieassistent und Schauspieler.

## Leben
Langmann ist der Bruder des Schauspielers Julien Rassam und der Sohn des Produzenten Claude Berri und Anne Marie Rassams. Neben der Schauspielerei (er hatte als Kind bereits einige Filmrollen) begann er als Produzent bei seinem Vater zu arbeiten. Dann gründete er seine eigene Produktionsfirma La Petite Reine (der Name bezieht sich auf Renn Productions, die Firma seines Vaters). Im Jahr 2009 war er Mitempfänger des Prix Daniel Toscan du Plantier.
Im Jahr 2012 erhielt er für die Produktion von The Artist den Oscar in der Kategorie Bester Film.
Bis 2020 war er Mitglied der Académie des Arts et Techniques du Cinéma.

## Filmografie (Auswahl)

### Als Schauspieler
- 1980: Die Männer, die ich liebte (Je vous aime)
- 1988: Schwellenjahre (Les années sandwiches)
- 1989: Eine wilde kleine Affäre (Bille en tête)
- 1990: Alberto und die Tradition (Alberto Express)
- 1991: Die Nacht – Der Tag (Nuit et jour)
- 1991: Paris erwacht (Paris s’éveille)
- 1992: Amoureuse
- 1998: Abseits (Hors jeu)
- 2002: Ball & Chain – Zwei Nieten und sechs Richtige (Le boulet)
- 2006: Tage des Ruhms (Indigènes)

### Als Produzent
- 1999: Asterix und Obelix gegen Caesar (Astérix & Obélix contre César)
- 2002: Asterix & Obelix: Mission Kleopatra (Astérix & Obélix: Mission Cléopâtre)
- 2002: Ball & Chain – Zwei Nieten und sechs Richtige (Le boulet)
- 2004: Blueberry und der Fluch der Dämonen (Blueberry)
- 2008: Asterix bei den Olympischen Spielen (Astérix aux jeux olympiques) (auch Co-Regie und -Drehbuch)
- 2008: Public Enemy No. 1 – Mordinstinkt (L’instinct de mort)
- 2008: Public Enemy No. 1 – Todestrieb (L’ennemi public n°1)
- 2010: Le Mac – Doppelt knallt’s besser (Le mac)
- 2011: The Artist
- 2011: Krieg der Knöpfe (La nouvelle guerre des boutons)
- 2012: Alexandre Ajas Maniac (Maniac)
- 2013: Diven im Ring (Les reines du ring)
- 2014: The Search
- 2015: Der Vater meiner besten Freundin (Un moment d’égarement)
- 2015: Nos femmes
- 2016: The Jews (Ils sont partout)